# سنجاب پرنده افغانی
سنجاب پرنده افغانی (نام علمی: Hylopetes baberi) نام یک گونه از سرده جنگل‌پر است.